# Manuel da Câmara Velho Melo Cabral
Manuel da Câmara Velho de Melo Cabral (Fajã de Baixo, 4 de Setembro de 1869 — Ponta Delgada, 4 de Setembro de 1939), também conhecido por Manuel da Câmara, foi um jornalista, escritor e político, que se notabilizou como contista. Foi governador civil do Distrito da Horta (1918-1919).

## Biografia
Nasceu na Fajã de Baixo, na ilha de São Miguel, no seio de uma família da aristocracia tradional, filho de João Luís da Câmara Melo Cabral, grande proprietário rural na Atalhada e na então vila da Lagoa, e de sua mulher Maria Isabel Botelho.
Completados os estudos secundários em Ponta Delgada, onde se iniciou nas lides jornalísticas e literárias, publicando, ainda estudante, contos e artigos de temática diversa nos jornais micaelenses. Mudou-se para Lisboa, onde trabalhou como redactor do Jornal de Lisboa, ao tempo dirigido pelo micaelense Armando da Silva. Em Lisboa frequentou a boémia elegante, relacionando-se com as principais personalidades do meio tetral, jornalístico e político.
Sem abandonar o seu interesse pelo jornalismo e pela escrita, ingressou no funcionalismo público como funcionário das Finanças, sendo colocado em Ponta Delgada. Foi pouco depois nomeado administrador do concelho da Lagoa, onde em 1905 fundou o jornal Vigilante. Foi seguidamente transferido para igual cargo no concelho de Ponta Delgada, onde fundou o periódico intitulado O Distrito. Foi transferido para a cidade da Horta, na ilha do Faial, onde a 2 de dezembro de 1913 tomou posse do cargo de tesoureiro da Fazenda Pública do concelho da Horta.
Na Horta manteve a sua actividade como jornalista e escritor, sendo nomeado governador civil do Distrito da Horta durante o consulado sidonista. Tomou posse do cargo de governador civil no dia 22 de maio de 1918, em resultado do alvará de nomeação assinado pelo Alto-Comissário da República nos Açores, o general José Augusto de Simas Machado. O seu governo ficou marcado pelas dificuldades resultantes da Primeira Guerra Mundial e da crónica instabilidade política da Primeira República Portuguesa, centrando-se nos problemas do abastecimento alimentar às ilhas, particularmente à resolução da falta de cereais e das dificuldades de importação do milho, principal alimento das famílias mais pobres. Foi exonerado do cargo de governador civil em janeiro de 1919, com efeitos a 18 de fevereiro daquele ano, na sequência do assassinato de Sidónio Pais.
Regressou à sua função de tesoureiro da Fazenda Pública da Horta, onde se manteve até à década de 1930, regressando à ilha de São Miguel onde viria a falecer, curiosamente no dia do seu aniversário.
Ficou principalmente conhecido como jornalista e escritor, com o nome abreviado de Manuel da Câmara, com que publicou a maioria da sua obra. Destacou-se principalmente como contista, com uma obra literária de prosa elegante e esmerada.

## Obras publicadas
Publicou a maioria da sua obra em jornais e revistas, quase sempre assinando como Manuel da Câmara. Deixou ainda as seguintes monografias:
- Vinte Contos Insulanos: Narrativas Açorianas. Horta, Tip. O Telégrafo, 1917.
- Uma Mística Açoriana do século XVII. Ponta Delgada, Ed. da revista Os Açores, 1924.
- A Morgadinha de Valongo, 1927.
- Antero de Quental e a sua Morte. Ponta Delgada, Tip. Diário dos Açores, 1930.